# Hjalmar Johansson (båtbyggare)
För andra personer med namnet Hjalmar Johansson, se Hjalmar Johansson

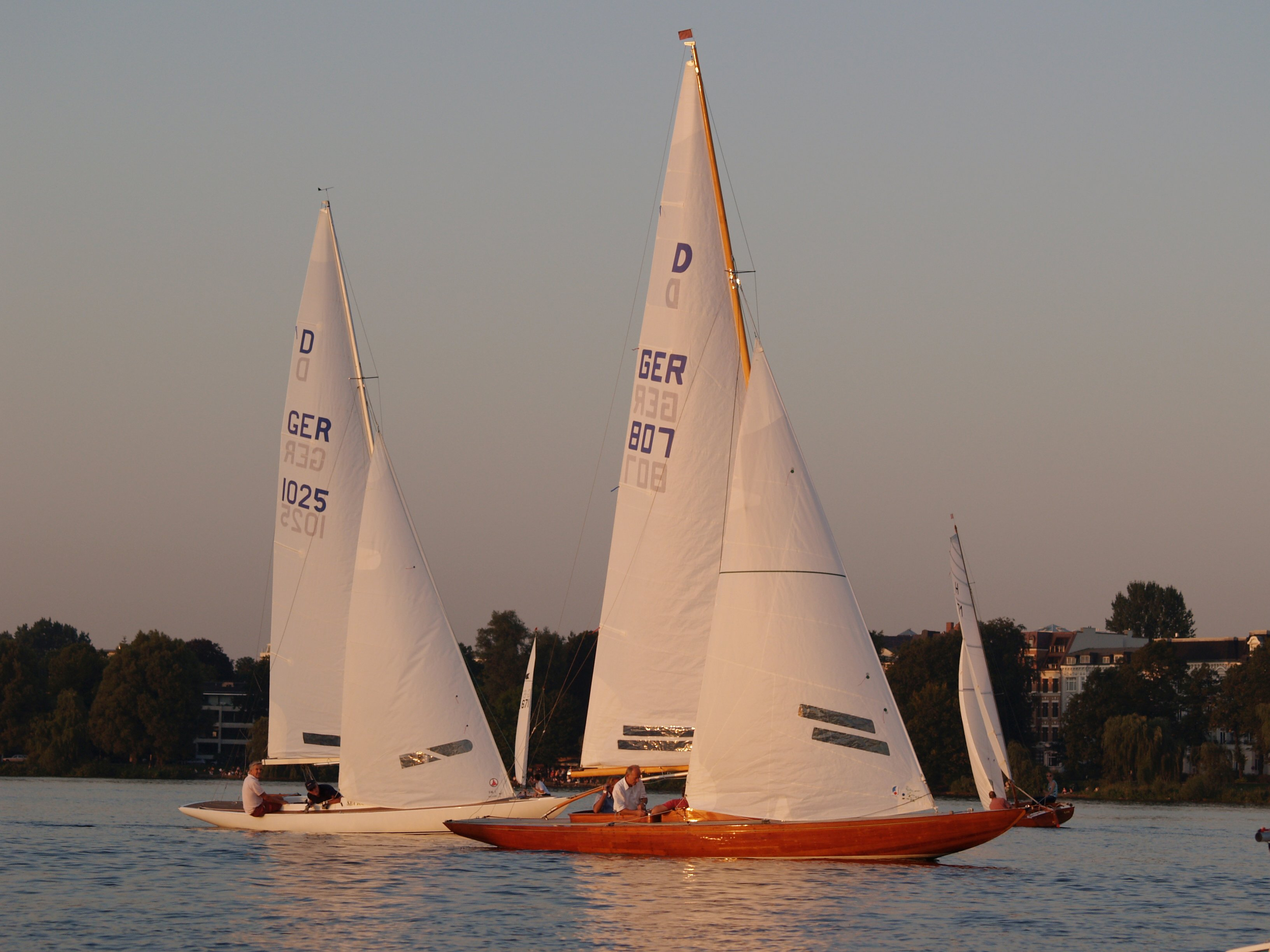
Hjalmar Johansson byggde de tre första drakbåtarna 1928–1929.

Hjalmar Johansson, född 24 maj 1897 i Morlanda församling i Göteborgs och Bohus län, död 14 oktober 1994 i Älvsborgs församling i Göteborg, var en svensk båtbyggare och varvsägare.
Hjalmar Johansson växte upp i Kungsviken på Orust och började tidigt bygga båtar i liten skala. Han fick i uppdrag av Göteborgs Kungliga Segelsällskap att bygga de tre första Drake-segelbåtarna 1928-1929, en båtmodell som gjorts av norrmannen Johan Anker efter en konstruktionstävling som GKSS anordnat. Han flyttade därefter båtbyggeriet från Kungsviken till Pejlingsgatan på Långedrag i Göteborg 1929, efter att ha övertagit ett mindre varv där.
Hjalmar Johanssons varv byggde, förutom fritidsbåtar, bland annat minsvepare och livräddningsbåtar, som livräddningsbåten Galtabäck, livräddningskryssaren Huvudskär och livräddningskryssaren Helge Ax:son Johnson 1944. Varvet såldes 1978. Flera av båtarna från 1930- och 1940-talen finns fortfarande kvar, som till exempel k-märkta Cobra, en nordisk kryssare från 1933, k-märkta kostern Anzy från 1943 och tidigare 28 meter långa  HMS M15 från 1941.
Han konstruerade livräddningskryssarna Ulla Rinman och Dan Broström.

## Byggda båtar i urval
- 1928–1929 Kostern Tärnungen
- 1933 Cobra, nordisk kryssare 5 1/2, ritad av Bertil Bothén
- 1937 Taifun, kosterbåt K25, ritad av Hjalmar Johansson, byggd av brodern Gustaf Johanssons båtbyggeri på Orust
- 1943 Anzy, entypskoster ritad av  Einar och Carl-Erik Ohlson
- 1948 Motorseglaren Ilja III